# 孔雀錦魚
孔雀錦魚，為輻鰭魚綱鱸形目隆頭魚亞目隆頭魚科的其中一種，分布於東大西洋區，從葡萄牙至加彭海域，包括地中海，棲息深度1-150公尺，體長可達25公分，棲息在海草生長的礁石區海域，通常獨居性，以小型軟體動物及甲殼類為食，生活習性不明，可作為食用魚及觀賞魚。